# Catherine Elgin
Catherine Z. Elgin (née le 20 février 1948) est une philosophe américaine plus particulièrement intéressée en  philosophie de la connaissance ainsi qu'en esthétique et épistémologie. Titulaire d'un Ph.D. de l'université Brandeis, elle est professeur à l'université Harvard. Elle est bien connue pour ses travaux en collaboration avec le philosophe Nelson Goodman.

## Centres d'intérêt
Le travail d'Elgin porte sur des questions telles que « Qu'est-ce qui fait que quelque chose possède une valeur cognitive? » Comme épistémologue, elle considère que la poursuite de la compréhension a une valeur supérieure à la poursuite de la connaissance.
Dans Considered Judgement, Elgin défend « une reconception qui prend l'équilibre réfléchi comme la norme d'acceptabilité rationnelle ».

## Œuvres
- With Reference to Reference, 1982
- Reconceptions in Philosophy and Other Arts and Sciences, 1988
- Revisionen. Philosophie und andere Künste und Wissenschaften, 1993
- The Philosophy of Nelson Goodman, v. 1. Nominalism, Constructivism, and Relativism,  (ISBN 0-8153-2609-2), v. 2. Nelson Goodman's New Riddle of Induction,  (ISBN 0-8153-2610-6), v. 3. Nelson Goodman's Philosophy of Art,  (ISBN 0-8153-2611-4), v. 4. Nelson Goodman's Theory of Symbols and its Applications,  (ISBN 0-8153-2612-2), 1997[3].
- Between the Absolute and the Arbitrary (édition de poche), 1997[4].
- Considered Judgment, 1999
- Philosophical Inquiry: Classic and Contemporary Readings, 2007
- Begging to differ, The Philosophers' Magazine, décembre, 2012